# Dragoș Coman (zwemmer)
Dragoș Cristian Coman (Boekarest, 16 oktober 1980) is een internationaal topzwemmer uit Roemenië, die in 2003 de bronzen medaille won op de 400 meter vrije slag bij de wereldkampioenschappen langebaan (50 meter) in Barcelona. Vier jaar eerder, bij de Europese kampioenschappen langebaan in Istanboel, had de pupil van trainer-coach Sava Doina, op zijn achtste begonnen met zwemmen, al de zilveren medaille gewonnen op de marathon onder de zwemnummer, de 1500 meter vrije slag.